# 韦塞利-莫泽重排反应
韦塞利-莫泽重排反应（Wessely-Moser rearrangement）指黄酮类、氧杂蒽酮类化合物用氢碘酸（或硫酸）时，羟基迁移，得到稳定的异构体。 各种化合物的甲醚用氢碘酸脱甲基化时，都能观察到这种重排反应。
用于黄酮类化合物的结构测定，也用于合成。

## 反应机理
黄酮类开环生成二酮，C-C键旋转为酚基与酮基处于邻位的位置，然后醚水解，关环得到重排产物。